# 艾許利·柏區
艾許利·柏區（英語：Ashly Burch，1990年6月19日—），是一名美國配音員、演員、歌手和作家。她以飾演《地平線：期待黎明》、《地平線 西域禁地》的主角、邊緣禁地系列的小蒂娜、《絕地要塞2》的Pauling小姐、《Dota 2》的Dark Willow、《奇妙人生》的Chloe Price、《異塵餘生4》的Rowdy、《堡垒之夜：守护家园》的Ray和Desiree、《特戰英豪》的薇蝮（Viper）、《天外世界》的Parvati Holcomb等角色而聞名，並曾配音英語版《進擊的巨人》的莎夏·布勞斯、《OK K.O.!英雄讚》的帥妮、《太空終界》的艾許、《討厭鬼與莫莉·麥基》的莫莉，亦有網路影集《Hey Ash, Whatcha Playin'?》。

## 早年生活
柏區成長與亞利桑那州鳳凰城，有一名哥哥安東尼（Anthony）。她的母親是來自泰國的移民。她認為是在12歲時玩電動《潛龍諜影》，使她走上配音員的道路。當她看到配音員大衛·海特的名字出現在潛龍諜影主角旁，查詢後發覺是真的有人替這些角色配音，並立志成為職業配音員。2012年，她畢業於洛杉磯西方學院。

## 外部鏈接
- 官方网站
- 艾許利·柏區在互联网电影资料库（IMDb）上的資料（英文）
- 艾許利·柏區在動畫新聞網百科全書中的資料（英文）